# 顺阳范氏
顺阳范氏，是指魏晋南北朝时期一个以顺阳郡顺阳县（今河南省淅川县李官桥镇）一带的范氏家族。顺阳范氏是当时顺阳地区重要的士族之一，在东晋南北朝时期声名显赫，自隋唐时期开始衰落，历经魏晋南北朝三百多年，其间累世相继，有多达二十九人名载史籍，贵显于世，是当时中国范姓最为显赫的一支。顺阳范氏凭藉累世经学，坚守术业，迈十百载，浸成文化世族。范氏第一代范晷少年游学他乡，被辟为官，子孙藉其荫资，好学文化，为官朝政，效忠儒学皇权，终保范氏一族仕途坦捷，顺阳范氏家族政治地位在两晋南朝也得以维持。

## 世系
范氏在魏晋以前的家族世系自是模糊不清。延至魏晋，范晷的出现才使顺阳范氏家族的发展峰回路转。依照田余庆先生所论定义，顺阳范氏于两晋始应属新出门户。作为两晋南朝顺阳范氏第一代的范晷，他的出现对顺阳范氏的振兴和发展起到了关键的铺垫作用。范晷以士起家，进取登仕，正是因为他的入仕，使得其家族子孙在门阀阶层形成的两晋时期开始凭其余荫，入仕为官，几代之后，门第兴盛，终使顺阳范氏成为两晋南朝的世族之家。
东晋一朝，顺阳范氏成员家族兴儒学，助儒学皇权，但终究难抗玄学门阀政治，屡受排挤，成为皇权与门阀政治争权夺利的牺牲品。及至南朝，范泰本创新局面，甚得刘宋皇权青睐。但其子范晔又惹祸端，使得顺阳范氏受诛牵连者甚众。其后虽有梁初范云以振顺阳范氏，然其后代又不通显。至陈，顺阳范氏同所有的士族一样，又复归西晋以前难显于史的状态。在经历了两晋南朝的辉煌之后，顺阳范氏最后又蔑尔无闻。
| 辈数   | 在世年代   | 代表人物           | 担任职务             | 主要事迹                                                         |
| ------ | ---------- | ------------------ | -------------------- | ---------------------------------------------------------------- |
| 第一代 | 西晋时期   | 范晷               | 刺史、左将军         | 西晋重臣，顺阳范氏自此崛起                                       |
| 第二代 | 东晋时期   | 范广（范晷之子）   | 县令                 | 用自家的粮食赈济灾民                                             |
| 第二代 | 东晋时期   | 范稚（范晷之子）   | 大将军掾             |                                                                  |
| 第二代 | 东晋时期   | 范坚（范晷之子）   | 尚书右丞             |                                                                  |
| 第三代 | 东晋时期   | 范汪（范稚之子）   | 刺史、都督、安北将军 | 医学专著《范汪方》                                               |
| 第三代 | 东晋时期   | 范启（范坚之子）   | 黄门侍郎             |                                                                  |
| 第四代 | 东晋时期   | 范康（范汪长子）   |                      |                                                                  |
| 第四代 | 东晋时期   | 范宁（范汪之子）   | 太守、中书侍郎       | 编著的《春秋谷梁传集解》是中国现存最早的《春秋谷梁传》的注释版本 |
| 第五代 | 东晋时期   | 范弘之（范康之子） | 令、太学博士         | 南朝宋                                                           |
| 第五代 | 东晋时期   | 范泰（范宁之子）   | 尚书、司空、国子祭酒 | 著名学者                                                         |
| 第六代 | 南朝宋     | 范昂（范泰长子）   |                      |                                                                  |
| 第六代 | 南朝宋     | 范暠（范泰次子）   | 太守                 | 编著《论语别义》                                                 |
| 第六代 | 南朝宋     | 范晏（范泰三子）   | 侍中                 |                                                                  |
| 第六代 | 南朝宋     | 范晔（范泰四子）   | 太子詹事             | 编著史学著作《后汉书》                                           |
| 第六代 | 南朝宋     | 范广渊（范泰五子） | 抚军咨议参军、记室   |                                                                  |
| 第七代 | 南朝宋     | 范蔼（范晔之子）   |                      |                                                                  |
| 第七代 | 南朝宋     | 范遥（范晔之子）   |                      |                                                                  |
| 第七代 | 南朝宋     | 范叔蒌（范晔之子） |                      |                                                                  |
| 第七代 | 南朝宋     | 范璩之（不详）     | 中书侍郎             |                                                                  |
| 第八代 | 南朝宋、齐 | 范鲁连（范蔼之子） |                      |                                                                  |
| 第八代 | 南朝宋、齐 | 范濛（范璩之之子） | 参军                 |                                                                  |
| 第八代 | 南朝宋、齐 | 范抗（范璩之之子） | 奉召请               |                                                                  |
| 第九代 | 南朝齐、梁 | 范缜（范濛之子）   | 中书郎、国子博士     | 撰写无神论代表作《神滅論》                                       |
| 第九代 | 南朝齐、梁 | 范云（范抗之子）   | 刺史、尚书右仆射     | 当时文坛领袖之一                                                 |
| 第十代 | 南朝梁     | 范胥（范缜之子）   | 国子博士             |                                                                  |
| 第十代 | 南朝梁     | 范孝才（范云之子） | 司徒祭酒             |                                                                  |

## 参看
- 顺阳范氏世系图